# بتینا شیفردکر
بتینا شیفردکر (آلمانی: Bettina Schieferdecker؛ زادهٔ ۳۰ آوریل ۱۹۶۸) ژیمناست هنری اهل آلمان بود.